# Revel (Górna Garonna)
Revel – miejscowość i gmina we Francji, w regionie Oksytania, w departamencie Górna Garonna.
Według danych na rok 1990 gminę zamieszkiwało 7 520 osób, a gęstość zaludnienia wynosiła 213 osób/km² (wśród 3020 gmin regionu Midi-Pyrénées Revel plasuje się na 43. miejscu pod względem liczby ludności, natomiast pod względem powierzchni na miejscu 219.).

## Medias

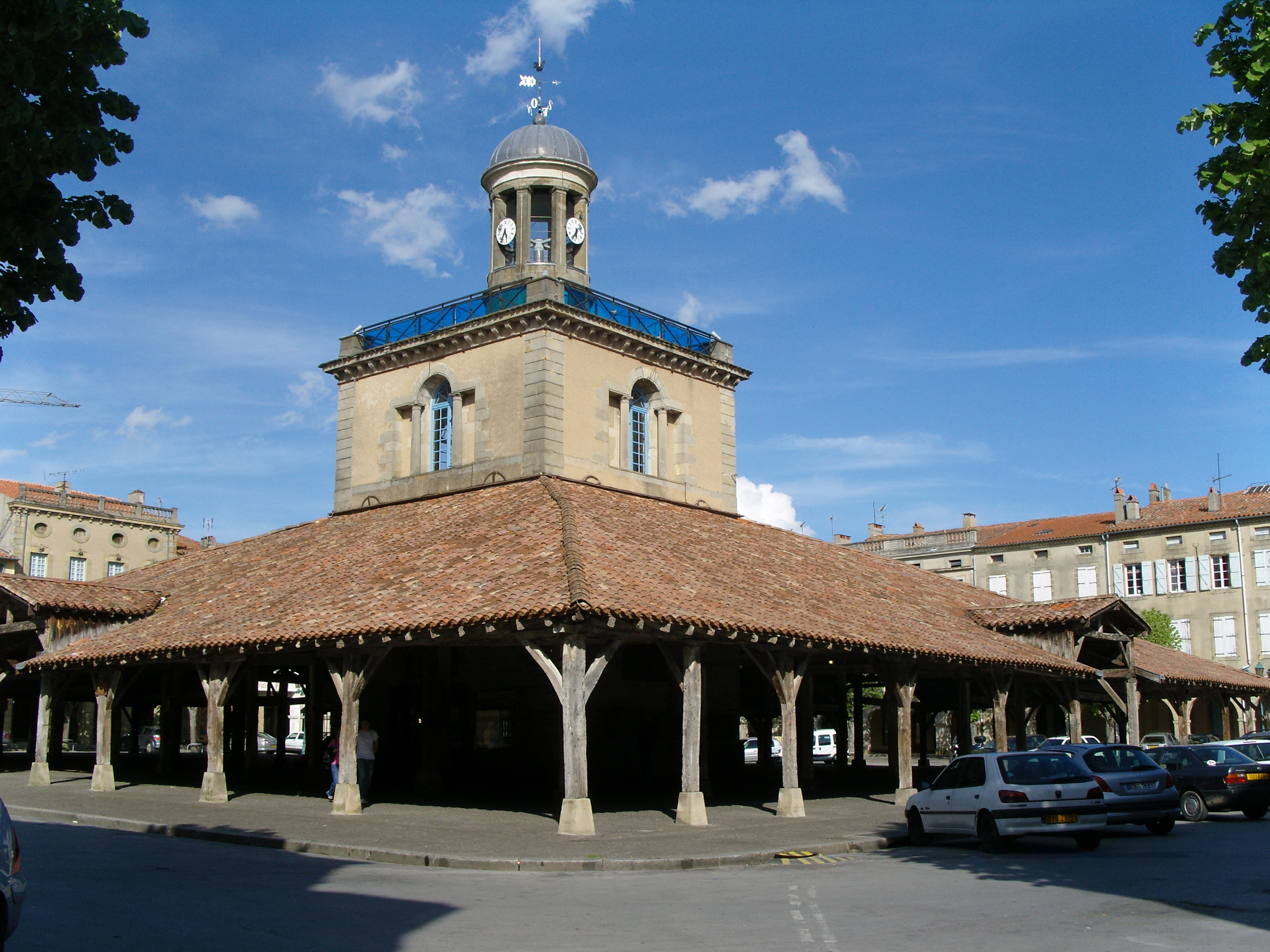
La Halle centrale (Beffroi)
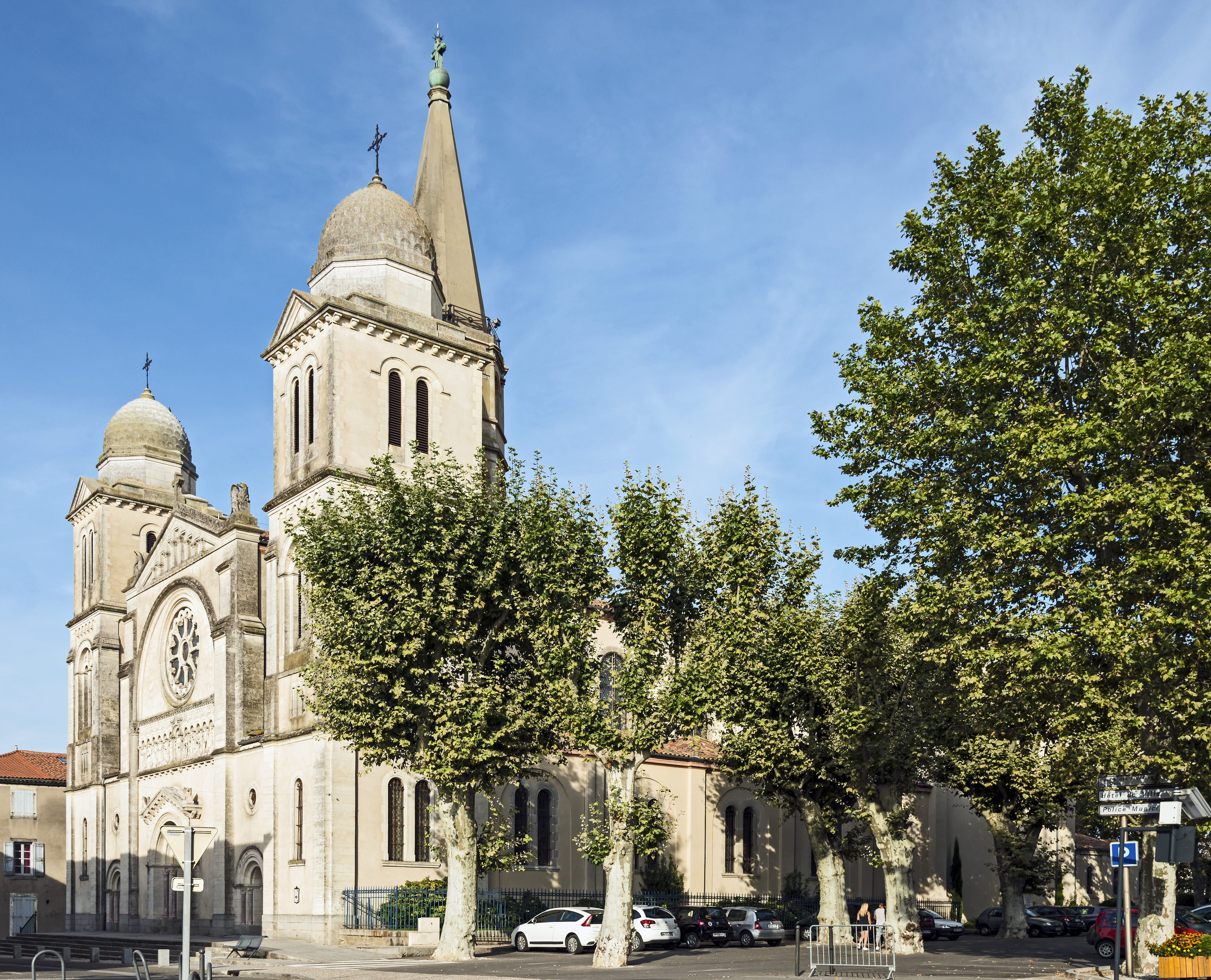
Détail du beffroi
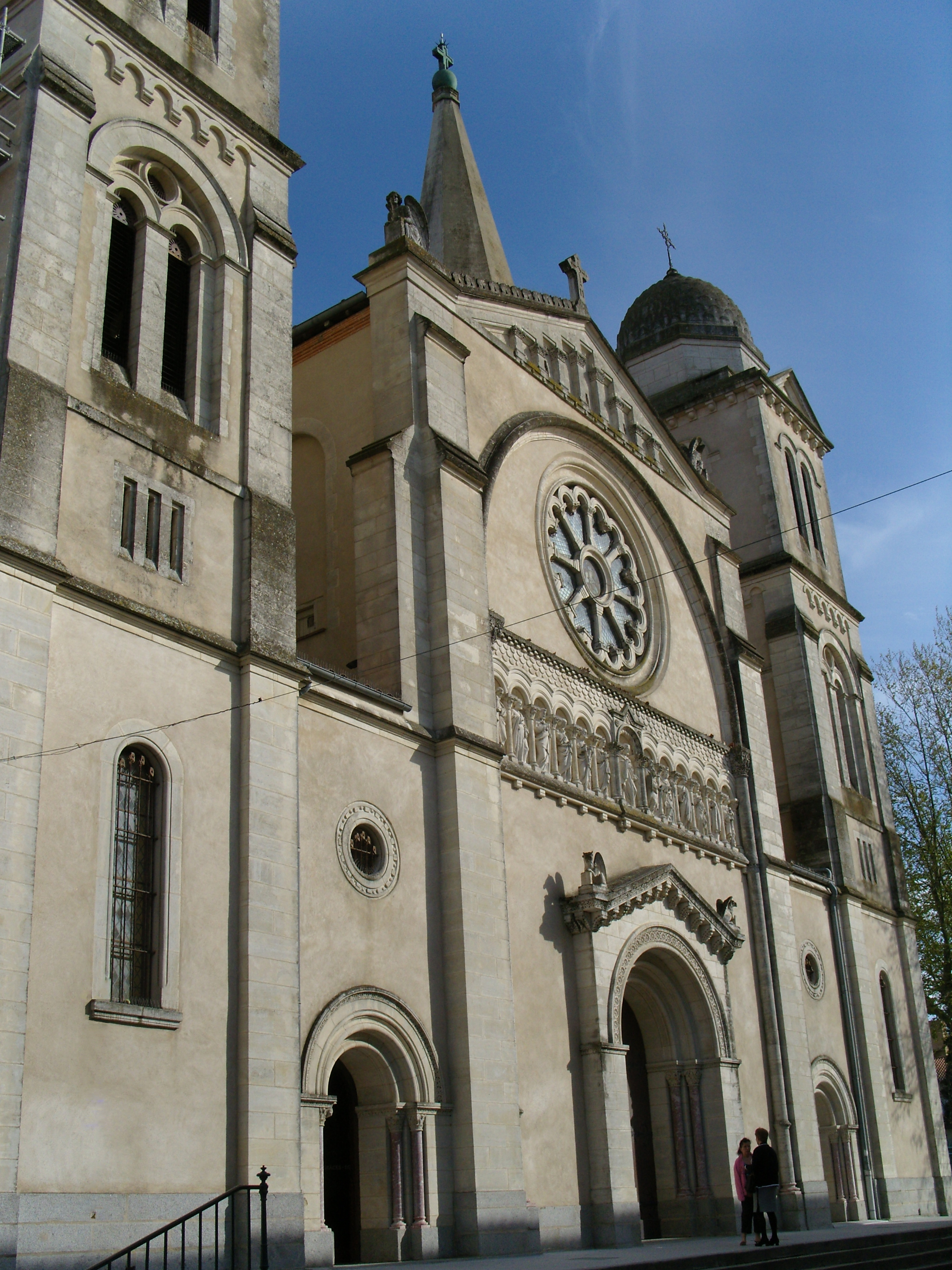
Eglise Notre-Dame
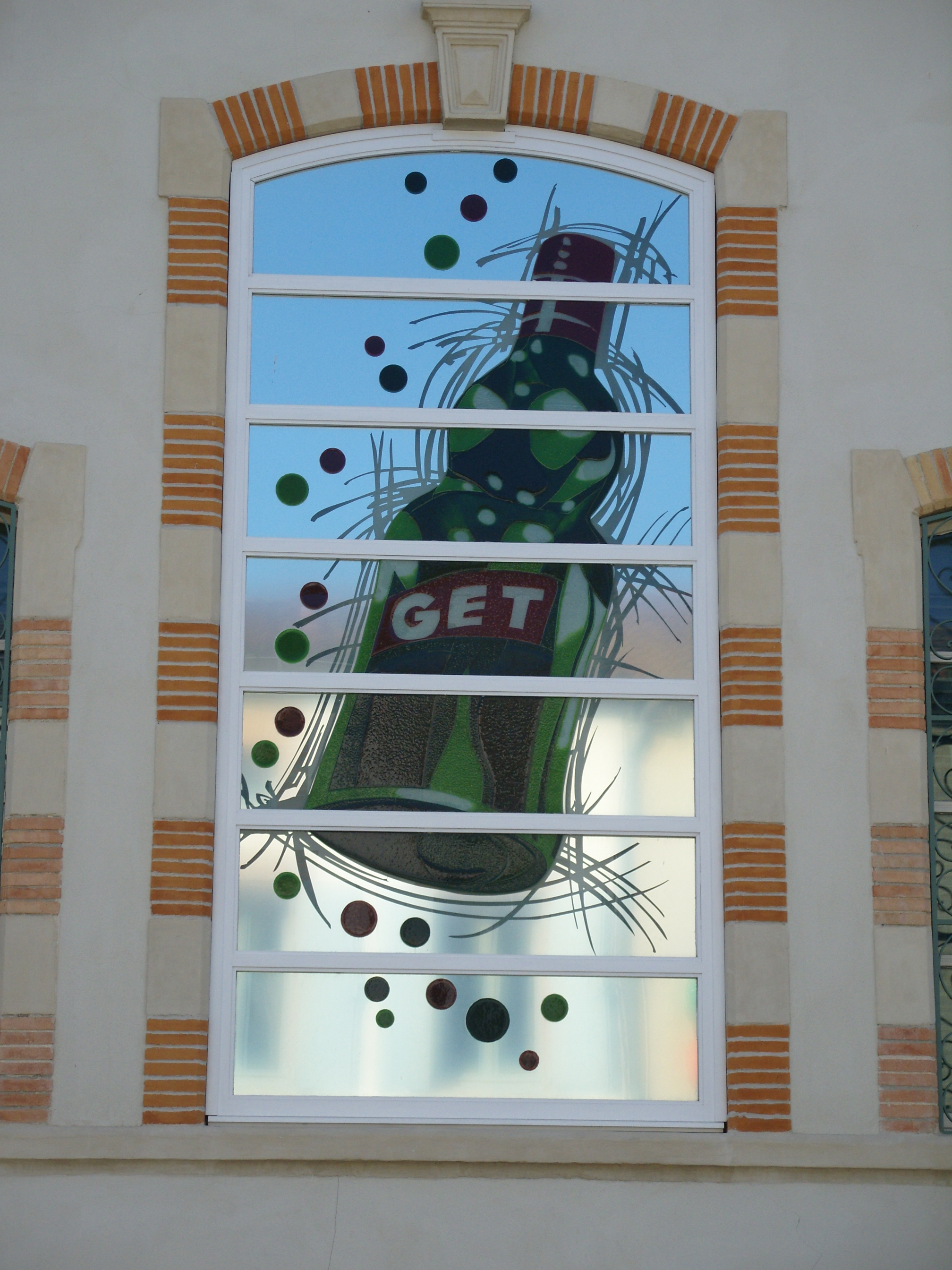
Vitrail Get 31 sur les murs de l'ancienne usine de liqueur